# Kaisergeburt
Als Kaisergeburt wird eine Variante beim Vorgehen im Rahmen eines Kaiserschnitts bezeichnet, bei der Eltern ein intensiveres Geburtserlebnis ermöglicht werden soll. Dabei wird nach Öffnung der Bauchdecke und Gebärmutter für einige Minuten das aus hygienischen Gründen bei aseptisch durchgeführten Operationen angebrachte Trenntuch zwischen Mutter und operierendem Team gesenkt. In dieser Zeit können Eltern den Geburtsvorgang, der jedoch weiter durch eine Operation dominiert ist, direkt miterleben, den ersten Blickkontakt mit ihrem Kind herstellen. Das Neugeborene wird anschließend sofort auf die Brust der Mutter gelegt, wodurch ein unmittelbarer Hautkontakt und eine frühe Bindung ermöglicht werden.
Der Begriff „Kaisergeburt“ wurde von Wolf Lütje, dem Präsidenten der Deutschen Gesellschaft für Psychosomatische Frauenheilkunde und Geburtshilfe (DGPFG e.V.) zum Unwort des Jahres 2013 erklärt. Kritisiert wird eine vorgetäuschte „Chimäre von Kaiserschnitt und Geburt“, um die Schnittentbindung zu propagieren und einer natürlichen Geburt gleichzustellen.
Der erste Ansatz zur Modifizierung des Kaiserschnitts wurde 2008 vom Australier Nick Fisk beschrieben und als „natürlicher Kaiserschnitt“ bezeichnet und in weiteren Arbeiten publiziert oder rezipiert. Basierend auf dieser Studie beschloss Wolfgang Henrich Leiter der Geburtsmedizin an der Berliner Charité, im Jahr 2012 erstmals, den Sichtschutz während eines Kaiserschnitts kurzzeitig zu senken. Das Ziel war es, ein Geburtserlebnis zu ermöglichen, das trotz Kaiserschnitts so nah wie möglich an einer vaginalen Geburt liegt, einschließlich positiver Emotionen und direktem Hautkontakt. Die Modifikation wurde als „Charité-Kaiserschnitt-Geburt“ (CCB) bezeichnet. In einer prospektiven randomisierten kontrollierten klinischen Studie wurden die Sicherheit des Verfahrens untersucht und Parameter des Geburtserlebnisses im Vergleich zum traditionellen „Routine-Kaiserschnitt“ bewertet.
Eine komplizierte Lage oder ein Myom lassen diese spezielle, etablierten Hygieneregeln widersprechende, Variante des Kaiserschnitts nicht zu.